# Warren Buffett
Warren Edward Buffett sinh ngày 30 tháng 8 năm 1930 tại Omaha, tiểu bang Nebraska, Hoa Kỳ, là một trùm doanh nhân, nhà đầu tư và nhà từ thiện người Mỹ. Ông là nhà đầu tư thành công nhất thế giới, cổ đông lớn nhất kiêm giám đốc hãng Berkshire Hathaway, và được tạp chí Forbes xếp ở vị trí người giàu thứ bảy thế giới với tài sản ước chừng 100,6 tỷ USD tính đến tháng 4/2021.
Ông được gọi là "Huyền thoại đến từ Omaha" 
hay "Hiền tài xứ Omaha", rất nổi tiếng do sự kiên định trong triết lý đầu tư theo giá trị cũng như lối sống tiết kiệm dù sở hữu khối tài sản khổng lồ. Chẳng hạn tiền lương năm 2006 của ông chỉ là 100 nghìn USD, một con số rất nhỏ so với các nhà quản trị ở các hãng có cùng tầm cỡ Berkshire Hathaway; còn hai năm 2007 và 2008 ông chỉ nhận mỗi năm tổng cộng 170 nghìn USD trong đó lương cơ bản đã là 100 nghìn. Hiện ông sống tại ngôi nhà mua năm 1958 ở Omaha với giá 31.500 USD (bây giờ giá trị khoảng 700.000 USD) dù ông còn sở hữu một căn khác giá 4 triệu USD tại Laguna Beach, tiểu bang California. Năm 1989 ông dùng 9,7 triệu USD trong ngân sách của hãng Berkshire để mua một máy bay hạng cá nhân  rồi đặt tên vui cho nó là "Khó cưỡng quá" (tiếng Anh: "The Indefensible") do trước kia ông hay chỉ trích giám đốc hãng nào làm như vậy.
Warren Buffett còn nổi danh là nhà từ thiện đã tặng 99% giá trị tài sản của mình cho hoạt động của Hội Gates do Bill Gates sáng lập, đồng thời có trong hội đồng đại học Grinnell. Ông cũng tích cực đóng góp trong hoạt động chính trị, đã ủng hộ ứng cử viên Dân chủ Hillary Clinton trong cuộc Bầu cử tổng thống Hoa Kỳ năm 2016; ông đã công khai chỉ trích các chính sách, hành động và tuyên bố của tổng thống Hoa Kỳ Donald Trump. Năm 1999 ông có trong danh sách những nhà quản trị tài chính giỏi nhất thế kỉ 20 do hãng Carson thực hiện, xếp trên Peter Lynch và John Templeton.; năm 2007 được tạp chí Time đưa vào danh sách "100 người nhiều ảnh hưởng nhất thế giới".

## Tiểu sử

### Thời trẻ
Warren Buffett sinh năm 1930 ở Omaha, Nebraska. Khi cha ông được bầu vào quốc hội Hoa Kỳ thì ông chuyển đến học tại thủ đô Washington rồi tốt nghiệp trường trung học Woodrow Wilson năm 1947. Trong năm đầu học trường này, ông đã cùng một người bạn mua một máy bắn bóng giá 25 USD đặt trong tiệm hớt tóc để kiếm tiền và trong vòng một tháng họ đã có ba máy như vậy đặt ở vài nơi.
Từ năm 1947 đến 1949 ông học ở trường kinh doanh Wharton thuộc đại học Pennsylvania, năm 1950 chuyển sang Đại học Nebraska rồi tốt nghiệp bằng kinh tế tại trường này. Sau đó ông đăng ký học trường kinh doanh Columbia thuộc đại học Columbia sau khi biết hai nhà đầu tư nổi tiếng thời ấy là Benjamin Graham, (tác giả quyển "Nhà đầu tư thông minh") và David Dodd đang dạy tại đây. Năm 1951 ông nhận bằng thạc sĩ kinh tế của đại học Columbia.

Ông hay thổ lộ là: 

-  Tôi mang trong mình 15% của Fisher và 85% của Benjamin Graham.
- Kiến thức cơ bản trong ngành đầu tư là xem cổ phiếu như những món hàng kinh doanh, dùng tính dao động của thị trường tạo lợi thế cho mình, và tìm kiếm biên độ an toàn (tiếng Anh: safety margin). Đó là điều ông Ben Graham đã dạy tôi. Một thế kỉ qua nó vẫn là kim chỉ nam trong ngành đầu tư. 

### Sự nghiệp
Warren Buffett làm nhân viên kinh doanh mảng đầu tư cho công ty Buffett-Falk & Co. ở Omaha từ 1951 đến 1954, rồi làm chuyên viên phân tích chứng khoán cho công ty Graham-Newman Corp. ở New York từ 1954 đến 1956. Ông làm chủ công ty Buffett Partnership, Ltd. từ 1956 đến 1969, và từ năm 1970 đến nay là chủ tịch kiêm giám đốc hãng Berkshire Hathaway.
Năm 1951 ông được tin Ben Graham đang ở trong ban quản trị hãng bảo hiểm GEICO liền bắt xe lửa đi thủ đô Washington tới trụ sở hãng này gõ cửa mãi cho tới khi được cho vào. Ông đã gặp phó chủ tịch Lorimer Davidson của GEICO và hai người bàn luận về ngành bảo hiểm rất lâu, sau này ông Davidson thành bạn tri âm đồng thời có ảnh hưởng lâu dài với Buffett . Davidson còn kể lại ông chỉ gặp Buffett 15 phút là nhận ra đây là một "siêu nhân". Sau khi Warren tốt nghiệp trường Columbia ông ngỏ ý muốn làm tại trung tâm tài chính Wall Street nhưng cả cha ông lẫn Benjamin Graham đều khuyên ông đừng. Ông cũng đề nghị Graham cho mình làm không lương nhưng không được đồng ý. Rồi ông trở về Omaha vừa làm môi giới chứng khoán vừa dự một khóa thuyết trình ở trường Dale Carnegie. Những gì đã học giúp ông tự tin hơn bắt tay vào dạy lớp "Nguyên lý đầu tư" buối tối tại đại học Nebraska trong môi trường mà đa số học viên có tuổi đời gấp đôi vị giảng viên này. Thời gian này ông có mua một cây xăng Sinclair Texaco nhưng việc kinh doanh đó không mấy thành công.
Năm 1952 ông kết hôn với bà Susan Thompson, năm sau họ có con đầu lòng đặt tên là Susan Alice Buffett. Năm 1954 ông vào làm việc tại công ty của Benjamin Graham với mức lương khởi điểm 12.000 USD một năm. Tại đây Buffett thường làm chung với Walter Schloss, còn Ben Graham tỏ ra cực kì khó tính trong công việc. Ông Ben sau khi cân nhắc sự dao động giữa giá gốc và giá thị trường của cổ phiếu đã quả quyết rằng chúng phải tạo ra "biên độ an toàn" lớn. Cuộc tranh luận này đã tác động sâu sắc tới Buffett nhưng ông vẫn thắc mắc là định chuẩn cho cổ phiếu như vậy có khắt khe quá hay không vì điều đó có thể làm công ty mình thất thu so với những tổ chức sở hữu nhiều loại cổ phiếu chất lượng hơn. Cũng năm 1954 ông có đứa con kế là Howard Graham Buffett. Năm 1956 Benjamin Graham giải thể công ty để nghỉ hưu nên Warren Buffett quay về Omaha khởi nghiệp với số vốn tích được là 140.000 USD.
Năm 1957 ông điều hành ba công ty, mua căn nhà giá 31.500 USD mà ông vẫn ở hiện giờ. Năm 1958 đứa con thứ ba tên Peter Andrew Buffett ra đời, còn ông điều hành năm công ty. Năm 1959 số công ty ông quản lý tăng lên sáu và đến 1960 là bảy gồm có: Buffett Associates, Buffett Fund, Dacee, Emdee, Glenoff, Mo-Buff and Underwood. Ông đề nghị một bác sĩ là đối tác của mình mời thêm 10 bác sĩ khác có khả năng góp mỗi người 10.000 USD vào công ty của ông, kết quả tất cả đều đồng ý.
Năm 1961 ông tiết lộ đã dành 35% tài sản trong công ty của mình để đầu tư vào hãng Sanborn Map, do năm 1958 giá cổ phiếu bán ra của Sandborn chỉ là 45 USD trong khi giá trị thực trên danh mục đầu tư lại là 65 USD một cổ phiếu, nghĩa là người mua đã định giá cố phiếu Sandborn "âm 20 USD". Ông đã mua 23% cổ phiếu đang lưu hành của công ty này với cương vị là một nhà đầu tư lớn, và có được một ghế trong ban quản trị, sau đó liên minh với một số cổ đông không hài lòng khác để nắm giữ tổng cộng 44% cổ phần. Để tránh một cuộc chiến nội bộ, ban quản trị sau đó đã mua lại cổ phần với mức giá hợp lý dựa theo giá trị thực của công ty. 77% lượng cổ phiếu đang lưu hành đã được ban quản trị mua lại. Chỉ sau 2 năm, Buffet đã lấy lại 50% số tiền đã đầu tư.

### Thành triệu phú
Năm 1962, Buffett đã trở thành một triệu phú nhờ các công ty đầu tư do ông quản lý, với tổng giá trị 7.178.500 USD tính đến tháng 1 năm 1962, trong đó có hơn 1.025.000 USD thuộc về Buffett. Ông sáp nhập các công ty này thành một. Buffett đầu tư và giành quyền kiểm soát một công ty sản xuất dệt may Berkshire Hathaway. Ông bắt đầu mua cổ phiếu của Berkshire từ Seabury Stanton, chủ sở hữu của Berkshire, người mà sau này đã bị ông sa thải. Công ty đầu tư của Buffett đã bắt đầu mua cổ phiếu của Berkshire với giá $ 7,60 mỗi cổ phiếu. Năm 1965, khi công ty đầu tư của Buffett bắt đầu mua cổ phiếu Berkshire với số lượng lớn, họ trả 14,86 USD trên mỗi cổ phiếu, trong khi công ty có vốn hoạt động là 19 USD cho mỗi cổ phiếu, chưa kể đến giá trị của các tài sản cố định (nhà máy và thiết bị). Buffett nắm quyền kiểm soát của Berkshire Hathaway tại một cuộc họp hội đồng quản trị và đưa Ken Chace lên làm chủ tịch để điều hành công ty. Năm 1966, Buffett dừng hợp tác và rút vốn. Sau này ông cho biết kinh doanh dệt may là vụ đầu tư tồi tệ nhất của ông. Sau đó, ông chuyển công ty Berkshire sang kinh doanh các lĩnh vực bảo hiểm, và, vào năm 1985, nhà máy cuối cùng từng là hoạt động cốt lõi của Berkshire Hathaway đã được bán.
Trong bức thư thứ hai gửi cổ đông, Buffett đã công bố khoản đầu tư đầu tiên của mình trong một doanh nghiệp tư nhân - Hochschild, Kohn & Co, công ty tư nhân sở hữu cửa hàng bách hóa Baltimore. Năm 1967, Berkshire chi trả cổ tức đầu tiên và duy nhất cho các cổ đông là 10 cent. Năm 1969, Buffett chấm dứt hoạt động của công ty này và chuyển giao tài sản cho các công ty khác của công trong đó có cả cổ phần của Berkshire Hathaway. Năm 1970, Buffett bắt đầu viết những bức thư thường niên nổi tiếng của ông cho các cổ đông. Ông vẫn sống hoàn toàn dựa vào tiền lương $50,000 mỗi năm và từ các thu nhập đầu tư bên ngoài.
Năm 1973, Berkshire bắt đầu mua lại cổ phần trong Công ty Washington Post. Buffett đã trở thành bạn thân với Katharine Graham, người nắm giữ công ty này và các tờ báo hàng đầu của nó, và gia nhập hội đồng quản trị. Năm 1974, SEC đã mở một cuộc điều tra chính thức thương vụ mua lại WESCO Financial của Berkshire và Buffet, liên quan đến khả năng xung đột lợi ích. Không có vụ kiện nào được đưa ra sau đó. Năm 1977, Berkshire gián tiếp mua lại Buffalo Evening News với giá  32.5 triệu USD. Các vụ kiện chống độc quyền bắt đầu được khởi xướng bởi đối thủ là tờ Buffalo Courier-Express. Cả hai tờ báo đều bị mất tiền cho đến khi Courier-Express phá sản năm 1982.
Năm 1979, Berkshire đã bắt đầu mua lại cổ phần của ABC. Capital Cities công bố mua lại ABC với giá 3,5 tỷ USD vào ngày 18 tháng 3 năm 1985 gây kinh ngạc cho giới truyền thông khi ABC là lớn hơn bốn lần so với Capital Cities. Buffett hỗ trợ tài chính cho thỏa thuận này để đổi lấy 25% cổ phần trong liên doanh. Công ty mới sáp nhập, được gọi là Capital Cities / ABC (hoặc CapCities / ABC), đã buộc phải bán một số kênh theo luật sở hữu của Ủy ban Truyền thông Liên Bang quy định. Hai công ty này cũng sở hữu một số đài phát thanh trong cùng một thị trường.
Năm 1987, Berkshire Hathaway đã mua 12% cổ phần của Salomon Inc., trở thành cổ đông lớn nhất và Buffett trở thành giám đốc công ty. Năm 1990, một vụ bê bối liên quan đến John Gutfreund (cựu Giám đốc điều hành của Salomon Brothers) nổi lên. Một nhà đầu cơ giả mạo, Paul Mozer, đã nộp hồ sơ dự thầu vượt quá các quy tắc cho phép bởi Kho Bạc. Khi biết điều này, Gutfreund, đã không ngay lập tức đình chỉ Paul. Gutfreund rời công ty vào tháng 8 năm 1991. Buffett trở thành chủ tịch của Salomon cho đến khi cuộc khủng hoảng qua đi.
Năm 1988, Buffett bắt đầu mua cổ phiếu Coca-Cola, cho đến khi sở hữu đến 7% với số tiền 1.02 tỷ $. Đây là một trong những khoản đầu tư sinh lợi nhất của Berkshire mà công ty vẫn còn giữ lại.

## Triết lý đầu tư
Những bài viết của Warren Buffett bao gồm các báo cáo hàng năm và các bài báo khác nhau. Qua các lá thư gửi cổ đông hàng năm, các nhà truyền thông công nhận ông là một người kể chuyện tuyệt vời. Ông đã cảnh báo về tác động nguy hiểm của lạm phát:
Số học đã cho thấy rõ ràng rằng lạm phát là một loại thuế tàn phá hơn nhiều so với bất cứ điều luật từng được ban hành bởi các cơ quan lập pháp của chúng ta. Thuế lạm phát có một khả năng tuyệt vời đó là khả năng ngốn đi nguồn vốn. Không có gì khác biệt khi một góa phụ gửi một khoản tiết kiệm 5% và trả thuế thu nhập 100% trong thời đại lạm phát bằng 0 so với những thời điểm cô không phải trả thuế thu nhập trong những năm lạm phát 5%.— Buffett, Fortune (1977)

Trong bài viết "Những nhà đầu tư siêu cấp của Graham và Doddsville" , Buffett bác bỏ giả thuyết thị trường hiệu quả, rằng đánh bại S&P 500 là "cơ hội thuần túy", bằng cách nhấn mạnh các kết quả đạt được bởi một số sinh viên thuộc trường phái của Graham và Dodd theo điểu thuyết đầu tư giá trị. Ngoài bản thân, Buffett còn kể tên Walter J. Schloss, Tom Knapp, Ed Anderson (Tweedy, Browne LLC), William J. Ruane (Sequoia Fund, Inc.), Charles Munger (Đối tác kinh doanh riêng của Buffett tại Berkshire), Rick Guerin (Pacific Partners, Ltd.), và Stan Perlmeter (Perlmeter Investments). Trong bài viết tháng 11 năm 1999 trên tạp chí Fortune, ông đã cảnh báo về những kỳ vọng không thực tế của nhà đầu tư:
Tóm lại những gì tôi đã nói về thị trường chứng khoán: Tôi nghĩ rằng rất khó để đưa ra một trường hợp thuyết phục rằng cổ phiếu trong 17 năm tới sẽ thực hiện được bất cứ điều gì - bất cứ điều gì giống như trong 17 năm qua. Nếu tôi phải chọn mức lãi cao nhất có thể, từ sự phát triển và từ cổ tức cộng lại, tổng tất cả các nhà đầu tư hợp lại, sẽ kiếm được 6% trong một thế giới lãi suất không đổi, lạm phát 2% và những loại chi phí tổn hại lớn!— Buffett, Fortune (1999)

### Quỹ chỉ số và quản lý tích cực
Buffet ủng hộ những ai không quan tâm hoặc không có thời gian để quản lý tài chính tham gia vào các quỹ chỉ số. Buffett hoài nghi rằng việc quản lý tích cực có thể làm tốt hơn thị trường trong thời gian dài và đã khuyên cả các nhà đầu tư cá nhân và tổ chức chuyển tiền của họ vào các quỹ chỉ số theo dõi nhiều và đa dạng các chỉ số thị trường chứng khoán với mức chi phí thấp. Buffett đã nói trong một trong những bức thư gửi cổ đông rằng "khi hàng nghìn tỷ đô la được quản lý bởi những quý đầu cơ tính phí cao ở phố Wall, thì những quỹ quản lý này thu được lợi nhuận vượt trội, chứ không phải là khách hàng." Năm 2007, Buffett đã đặt cược với nhiều nhà quản lý rằng một quỹ chỉ số S&P 500 đơn giản sẽ hoạt động tốt hơn các quỹ đầu cơ tính phí cắt cổ. Đến năm 2017, quỹ chỉ số đã vượt trội hơn mọi quỹ đầu cơ đã đặt cược với Buffett.

## Đấu giá bữa ăn trưa làm từ thiện
Năm 1999, Ý tưởng "bữa ăn quyền lực" xuất phát từ người vợ đầu tiên của ông và vẫn tiếp tục việc này sau khi vợ qua đời đã thu về khoảng 23,6 triệu USD.
Kể từ đợt đấu giá đầu tiên, giá thực phẩm đã tăng chóng mặt nhưng vẫn không là gì so với mức tăng 1.282% cho chi phí ăn trưa với tỉ phú Buffett. Giá của bữa ăn độc đáo này đã tăng mạnh kể từ khi được cho đấu giá trên trang mạng eBay cho phép người đấu giá trên khắp thế giới tham gia. Người chiến thắng có thể mời tối đa bảy người bạn đến bữa ăn tại nhà hàng Smith & Wollensky và có quyền thảo luận với ông Buffett, một trong những nhà đầu tư được ngưỡng mộ nhất thế giới, về bất cứ chủ đề gì, ngoại trừ các kế hoạch đầu tư sắp tới của ông. Thời gian cho bữa ăn sẽ được ông Buffett hẹn riêng với người thắng cuộc.
Số tiền đấu giá sẽ được trao cho Glide, tổ chức từ thiện ở San Francisco hỗ trợ thức ăn, chăm sóc y tế và các dịch vụ khác cho những người nghèo, vô gia cư... Glide đã cung cấp hơn 850.000 bữa ăn từ thiện trong năm ngoái, hỗ trợ nhà ở cho vô số người nghèo và tài trợ chương trình giáo dục cho hơn 450 trẻ em mỗi năm.